# Васюник Ігор Васильович
І́гор Васи́льович Васю́ник (нар. 1 серпня 1969, смт Великий Любінь, Городоцький район, Львівська область) — український політик, громадський діяч, підприємець. Народний депутат України VII та VIII скликань.

## Біографія

### Освіта
З 1986 р. по 1992 р. — Львівський державний університет ім. І. Франка (економічний факультет, планування народного господарства).
З 1996 р. по 1998 р. — Львівський інститут менеджменту (менеджмент організацій).
З 2004 р. по 2007 р. — Академія державного управління при Президентові України (державне управління).

### Трудова діяльність
З квітня 2005 р. по серпень 2006 р. — радник голови правління, начальник Департаменту, заступник голови правління, перший заступник голови правління НАК «Нафтогаз України».
З травня 2009 р. по квітень 2010 р. — представник Укрзалізниці в Кабінеті Міністрів України.
З серпня 2010 р. до червня 2012 — голова спостережної ради ТОВ «Укркорпінвест».

### Політична діяльність
З 12 грудня 2012 р. по 27 листопада 2014 р. — Народний депутат України 7-го скликання. Обраний по виборчому округу № 117 (Львівська область). Член депутатської фракції ВО «Батьківщина», голова підкомітету з питань нафтової промисловості і нафтопродуктозабезпечення Комітету Верховної Ради України з питань паливно-енергетичного комплексу, ядерної політики та ядерної безпеки.
З листопада 2014 р. — Народний депутат України 8 -го скликання, обраний за партійним списком (№ 17) від Народного фронту. Перший заступник голови Комітету Верховної Ради України з питань транспорту.
За результатами дослідження експертів незалежної аналітичної платформи VoxUkraine Ігор Васюник увійшов в першу п'ятірку народних депутатів України VIII скликання, які найбільше підтримують прогресивні та реформаторські закони
За аналізом всеукраїнської громадської організації Комітет виборців України, Ігор Васюник входить в десятку найсумлінніших народних депутатів України VIII скликання, які відповідально ставляться до голосувань в парламенті.
Ігор Васюник був кандидатом на посаду міського голови Львова на виборах 2015 року.
21 вересня 2018 року, за версією аналітичної платформи VoxUkraine, за Індексом підтримки реформ, Ігор Васюник увійшов в десятку найефективніших народних депутатів восьмої сесії Верховної Ради України восьмого скликання, які підтримували реформаторські закони.
У вересні 2020 року заявив про участь в місцевих виборах у Львові як незалежний кандидат.

### Родина та особисте життя
Одружений, виховує двох дітей.Станом на серпень 2020 р. стверджує, що виховав вже двох дітей: Олесю та Тараса, а внук Назар пішов в перший клас.В цій ж рекламній брошурі доводить до відома, що має старших братів Івана та Євгена, 87-річного тата Василя й 80-річну маму Ганну. З дружиною Оксаною в 2020 році відзначив 30 років подружнього життя.[джерело?]